# Robert Vișoiu
Robert Vișoiu (Pitești, 10 febbraio 1996) è un ex pilota automobilistico rumeno, vincitore di due gare nella GP3 Series, è diventato il primo pilota rumeno a conquistare una vittoria nella storia della categoria.

## Carriera

### Kart
Nato a Pitești, Vișoiu inizia la sua carriera sui kart nel 2005, arrivando a vincere il campionato rumeno classe KF3 nel 2009.

### Formule minori
Vișoiu debutta nelle monoposto nel 2011, gareggiando nel campionato Formula Abarth con il team Jenzer Motorsport, vincendo una gara nel Campionato Italiano Formula Abarth e due nella Formula Abarth European Series finendo rispettivamente al sesto e quarto posto in classifica generale.
Nella successiva stagione 2012 partecipa al Campionato Italiano di Formula 3 e con una vittoria diventa il più giovane pilota a vincere nella categoria

### GP3 Series
Nel 2012 Vișoiu partecipa inoltre all'intera stagione di GP3 Series con il team Jenzer Motorsport. Nella sua prima stagione nella categoria ottiene un podio nella gara sprint in Catalogna e si classifica al quattordicesimo posto in classifica generale.
Nella stagione successiva prosegue nella categoria, ma passa alla Arden. Ottiene la sua prima vittoria in GP3 Series nella gara sprint di Valencia diventando il primo pilota rumeno a vincere una gara di GP3. Vince anche la gara sprint dell'Hungaroring e termina il campionato al dodicesimo posto.
Nella stessa stagione partecipa anche alla serie Auto GP con il team di Piercarlo Ghinzani, ottenendo 2 podi.
Per la stagione 2014 viene confermato in GP3 dal team Arden. Ottiene un terzo posto all'Hungaroring come miglior risultato e si classifica 13º.

### GP2 Series / Formula 2
Nel 2015 Vișoiu passa alla categoria superiore, la GP2 Series con il team Rapax. Il suo miglior risultato è un quinto posto nella prima gara in Bahrain, che, con altri quattro piazzamenti a punti lo portano al 17º posto in classifica generale.
Dopo un anno sabbatico, nel 2017 Vișoiu torna nella categoria, nel frattempo rinominata Formula 2, a partire dall'appuntamento di Monte Carlo con il team Campos. Ottiene un solo punto in 14 gare e viene sostituito per gli ultimi 2 appuntamenti da Álex Palou.

### Ritiro
Il 5 ottobre 2017 Vișoiu annuncia il suo ritiro dalle competizioni a soli 21 anni.

## Risultati

### Riassunto della carriera
| Stagione | Campionato                         | Team                | Gare | Vittorie | Pole | Gpv | Podi | Punti | Pos. |
| -------- | ---------------------------------- | ------------------- | ---- | -------- | ---- | --- | ---- | ----- | ---- |
| 2011     | Campionato italiano Formula Abarth | Jenzer Motorsport   | 14   | 1        | 0    | 0   | 3    | 69    | 6º   |
| 2011     | Formula Abarth European Series     | Jenzer Motorsport   | 14   | 2        | 0    | 0   | 3    | 81    | 4º   |
| 2011     | Formula Pilota China               | Jenzer Motorsport   | 4    | 0        | 0    | 0   | 2    | 38    | 9º   |
| 2012     | Campionato Italiano Formula 3      | Team Ghinzani       | 18   | 1        | 0    | 0   | 2    | 76    | 9º   |
| 2012     | GP3 Series                         | Jenzer Motorsport   | 16   | 0        | 0    | 0   | 1    | 24    | 14º  |
| 2013     | Auto GP                            | Team Ghinzani       | 16   | 0        | 0    | 0   | 2    | 67    | 8º   |
| 2013     | GP3 Series                         | MW Arden            | 16   | 2        | 0    | 0   | 2    | 44    | 12º  |
| 2014     | GP3 Series                         | Arden International | 18   | 0        | 0    | 0   | 1    | 23    | 13º  |
| 2015     | GP2 Series                         | Rapax Team          | 18   | 0        | 0    | 1   | 0    | 20    | 17º  |
| 2017     | Formula 2                          | Campos Racing       | 14   | 0        | 0    | 0   | 0    | 1     | 24º  |

### Risultati in GP3 Series
(legenda) (Le gare in grassetto indicano la pole position) (Le gare in corsivo indicano Gpv)
| Stagione | Team                | 1          | 2          | 3           | 4          | 5           | 6           | 7          | 8          | 9          | 10         | 11          | 12         | 13          | 14         | 15          | 16         | 17         | 18        | Pos | Punti |
| -------- | ------------------- | ---------- | ---------- | ----------- | ---------- | ----------- | ----------- | ---------- | ---------- | ---------- | ---------- | ----------- | ---------- | ----------- | ---------- | ----------- | ---------- | ---------- | --------- | --- | ----- |
| 2012     | Jenzer Motorsport   | CAT FEA 8  | CAT SPR 2  | MON FEA 14  | MON SPR 10 | VAL FEA Rit | VAL SPR 12  | SIL FEA 12 | SIL SPR 5  | HOC FEA SQ | HOC SPR 12 | HUN FEA 12  | HUN SPR 22 | SPA FEA 15  | SPA SPR 13 | MNZ FEA 14  | MNZ SPR 7  |            |           | 14º | 24    |
| 2013     | MW Arden            | CAT FEA 9  | CAT SPR 19 | VAL FEA 8   | VAL SPR 1  | SIL FEA 12  | SIL SPR Rit | NÜR FEA 11 | NÜR SPR 23 | HUN FEA 8  | HUN SPR 1  | SPA FEA 9   | SPA SPR 8  | MNZ FEA Rit | MNZ SPR 10 | YMC FEA 10  | YMC SPR 11 |            |           | 12º | 44    |
| 2014     | Arden International | CAT FEA 13 | CAT SPR 11 | RBR FEA Rit | RBR SPR 14 | SIL FEA 20  | SIL SPR 13  | HOC FEA 10 | HOC SPR 9  | HUN FEA 3  | HUN SPR 5  | SPA FEA Rit | SPA SPR 20 | MNZ FEA 19  | MNZ SPR 14 | SOC FEA Rit | SOC SPR 10 | YMC FEA 15 | YMC SPR 8 | 13º | 23    |

### Risultati in GP2 Series
(legenda) (Le gare in grassetto indicano la pole position) (Le gare in corsivo indicano Gpv)
| Stagione | Team       | 1         | 2         | 3          | 4          | 5          | 6          | 7          | 8         | 9          | 10         | 11        | 12        | 13         | 14         | 15        | 16          | 17         | 18         | 19      | 20      | 21      | 22      | Pos | Punti |
| -------- | ---------- | --------- | --------- | ---------- | ---------- | ---------- | ---------- | ---------- | --------- | ---------- | ---------- | --------- | --------- | ---------- | ---------- | --------- | ----------- | ---------- | ---------- | ------- | ------- | ------- | ------- | --- | ----- |
| 2015     | Rapax Team | BHR FEA 5 | BHR SPR 7 | CAT FEA 18 | CAT SPR 23 | MON FEA 15 | MON SPR 13 | RBR FEA 11 | RBR SPR 9 | SIL FEA 12 | SIL SPR 11 | HUN FEA 9 | HUN SPR 7 | SPA FEA 15 | SPA SPR 16 | MNZ FEA 9 | MNZ SPR Rit | SOC FEA 17 | SOC SPR 18 | BHR FEA | BHR SPR | YMC FEA | YMC SPR | 17º | 20    |

### Risultati in Formula 2
(legenda) (Le gare in grassetto indicano la pole position) (Le gare in corsivo indicano Gpv)
| Stagione | Team          | 1       | 2       | 3       | 4       | 5           | 6          | 7          | 8          | 9          | 10          | 11         | 12         | 13          | 14          | 15         | 16         | 17         | 18         | 19      | 20      | 21      | 22      | Pos | Punti |
| -------- | ------------- | ------- | ------- | ------- | ------- | ----------- | ---------- | ---------- | ---------- | ---------- | ----------- | ---------- | ---------- | ----------- | ----------- | ---------- | ---------- | ---------- | ---------- | ------- | ------- | ------- | ------- | --- | ----- |
| 2017     | Campos Racing | BHR FEA | BHR SPR | CAT FEA | CAT SPR | MON FEA Ret | MON SPR 15 | BAK FEA 15 | BAK SPR 11 | RBR FEA 11 | RBR SPR 17† | SIL FEA 17 | SIL SPR 11 | HUN FEA Ret | HUN SPR Ret | SPA FEA 10 | SPA SPR 16 | MNZ FEA 16 | MNZ SPR 19 | JER FEA | JER SPR | YMC FEA | YMC SPR | 24º | 1     |

† Non ha terminato la gara, ma è stato ugualmente classificato avendo completato il 90% della distanza di gara.